# Маральник-1
Маральник-1 ― посёлок в Верх-Уймонском сельском поселении, Усть-Коксинский район (аймак), Республика Алтай, Россия.

## География
Расположено в приграничной территории юго-западной части Республики Алтай в горно-степной зоне и находится у реки Шилгат.
Уличная сеть состоит из двух географических объектов: ул. Горная и ул. Кедровая.

## Население
| 2010 | 2011 | 2012 | 2013 | 2014 | 2015 |
| ---- | ---- | ---- | ---- | ---- | ---- |
| 55   | →55  | ↗60  | ↘59  | ↘55  | ↘53  |
| 2016 |      |      |      |      |      |
| ↗56  |      |      |      |      |      |

Национальный состав
Согласно результатам переписи 2002 года, в национальной структуре населения русские составляли 83  % от общей численности населения в 64 жителя

## Инфраструктура
Личное подсобное хозяйство. Животноводство (разведение маралов).

## Транспорт
Автодорога регионального значения «Мульта - Маральник-1» (идентификационный номер 84К-36) (Постановление Правительства Республики Алтай от 12.04.2018 N 107 «Об утверждении Перечня автомобильных дорог общего пользования регионального значения Республики Алтай и признании утратившими силу некоторых постановлений Правительства Республики Алтай»).